# شاشن بای ورو
شاشن بای ورو (به آلمانی: Schachen bei Vorau) یک منطقهٔ مسکونی در اتریش است که در هارتبرگ فورستنفلد واقع شده‌است. شاشن بای ورو ۱۹٫۰۵ کیلومتر مربع مساحت دارد ۷۴۰ متر بالاتر از سطح دریا واقع شده‌است.